# Galaxias macronasus
Galaxias macronasus — вид прісноводних корюшкоподібних риб родини Галаксієві (Galaxiidae). Вид є ендеміком Нової Зеландії. Зустрічається лише на Південному острові у басейні річок Маккензі та Ваїтакі. Максимальна довжина тіла сягає 7 см.